# Ocotea botrantha
Ocotea botrantha är en lagerväxtart som beskrevs av J.G. Rohwer. Ocotea botrantha ingår i släktet Ocotea och familjen lagerväxter. Inga underarter finns listade i Catalogue of Life.